# Некрополь Архангельского собора

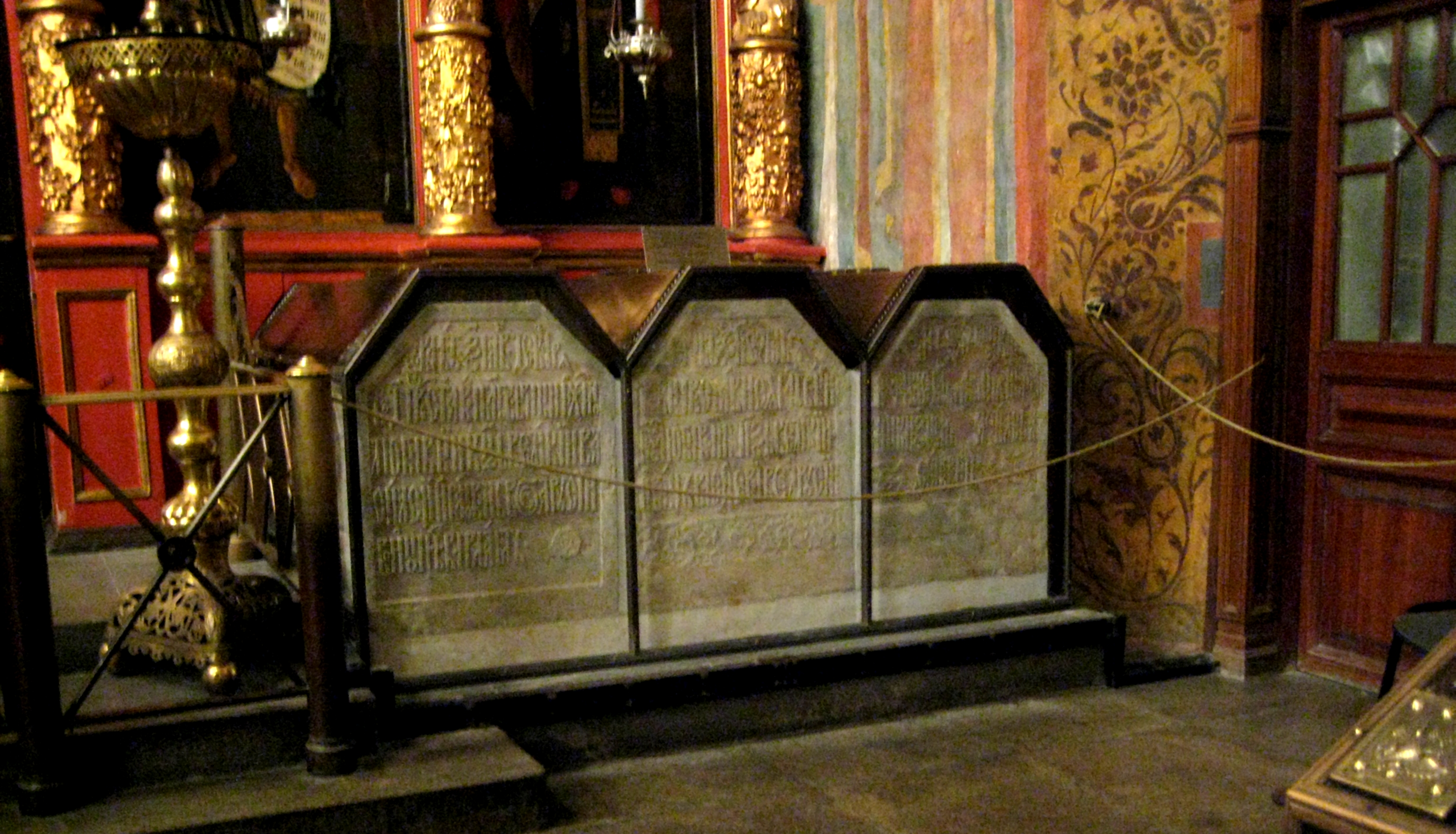
Надгробия великих князей Василия III, Ивана III и Василия II в Архангельском соборе Московского Кремля

Некрополь Архангельского собора Московского Кремля — место захоронения русских великих и удельных князей, царей и их ближайших родственников.

## Характеристика

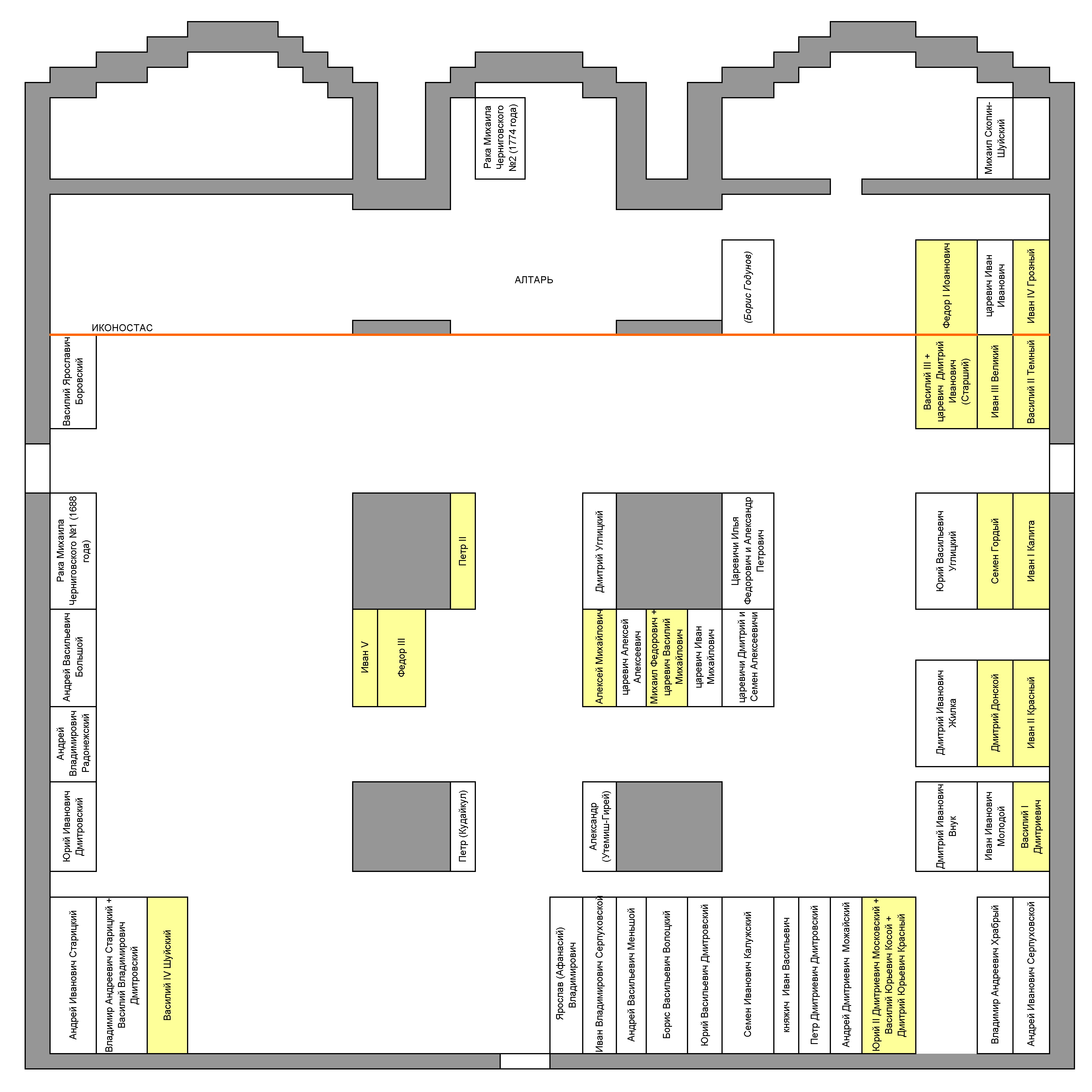
Схема расположения погребений

Всего в соборе 56 погребений, включая раки — святого царевича Дмитрия Ивановича (ум. в 1591 году, в соборе с 1606 года) и 2 раки Михаила Черниговского (с 1774), 46 белокаменных орнаментированных надгробий (1636—1637), бронзовые остеклённые футляры (1903).
Могилы правителей и их родственников располагаются в основном в южной половине храма (вдоль южной и западной стен и на солее). Опальных князей хоронили в стороне (вдоль северной стены собора).
Первым здесь был перезахоронен умерший в 1340 году великий князь Иван Калита (останки перенесены из Собора Спаса на Бору в 1508), а последним — император Пётр II (1730).
В 1928 в крипту подвальной палаты южной пристройки Архангельского собора были перенесены также погребения женщин из династии Рюриковичей и Романовых (прежде родственницы великих князей и царей покоились в снесённом соборе Вознесенского монастыря). См. Некрополь Вознесенского монастыря.

## Погребения
1. Иван I Данилович Калита (ум. 1340) — Великий князь Владимирский и Московский
2. Андрей Иванович (ум. 1353) — удельный князь Серпуховской и Боровский, сын Ивана Калиты
3. Семён Иванович Гордый (ум. 1353) — Великий князь Московский
4. Иван Иванович Красный (ум. 1359) — Великий князь Московский
5. Дмитрий Иванович Донской (ум. 1389) — Великий князь Московский
6. Владимир Андреевич Храбрый (ум. 1410) — удельный князь Серпуховской и Боровский, сын Андрея Ивановича Серпуховского. Внук Ивана Калиты
7. Иван Васильевич (ум. 1417) — княжич московский, сын Василия I
8. Иван Владимирович (ум. 1422) — удельный князь Серпуховской, сын Владимира Андреевича Храброго
9. Василий I Дмитриевич (ум. 1425) — Великий князь Московский
10. Ярослав (Афанасий) Владимирович (ум. 1426) — удельный князь Боровско-Ярославецкий, сын Владимира Андреевича Храброго
11. Андрей Владимирович (ум. 1426) — удельный князь Серпуховский, Радонежский, Боровский, сын Владимира Андреевича Храброго.
12. Пётр Дмитриевич (ум. 1428) — удельный князь Дмитровский и Угличский, сын Дмитрия Донского
13. Андрей Дмитриевич (ум. 1432) — удельный князь Можайский, Верейский и Белозерский, сын Дмитрия Донского
14. Юрий Дмитриевич (ум. 1434) — Великий князь Московский, удельный князь Звенигородский и Галичский
15. Дмитрий Юрьевич Красный (ум. 1441) — удельный князь Бежецкий и Талицкий, сын великого князя Юрия Дмитриевича
16. Василий Юрьевич Косой (ум. 1448) — удельный князь Звенигородский, сын великого князя Юрия Дмитриевича
17. Василий II Васильевич Темный (ум. 1462) — Великий князь Московский
18. Юрий Васильевич (ум. 1473) — удельный князь Дмитровский, сын Василия II Тёмного
19. Андрей Васильевич Меньшой (ум. 1481) — удельный князь Вологодский, сын Василия II Тёмного
20. Василий Ярославич (ум. 1483; на саркофаге указана другая дата 1462) — удельный князь Боровский, сын Ярослава (Афанасия) Владимировича
21. Иван Иванович Молодой (ум. 1490) — сын Ивана III, великий князь Тверской
22. Борис Васильевич (ум. 1494) — удельный князь Волоцкий и Рузский, сын Василия II Тёмного
23. Андрей Васильевич Большой (ум. 1494) — удельный князь Угличский, сын Василия II Тёмного
24. Иван III Васильевич (ум. 1505) — Великий князь Московский
25. Дмитрий Иванович Внук (ум. 1509; на саркофаге указана другая дата — 1504) — Великий князь Московский, сын Ивана Молодого, внук и соправитель Ивана III
26. Симеон (Семён) Иванович (ум. 1518) — удельный князь Калужский, сын Ивана III
27. Дмитрий Иванович Жилка (ум. 1521) — удельный князь Угличский, сын Ивана III
28. Пётр (Куйдакул) (ум. 1523) — казанский царевич. Пленный, затем крестившийся. Женился на младшей сестре Василия III — Евдокии.
29. Василий III Иванович (ум. 1533; на саркофаге указана другая дата — 1534)) — Великий князь Московский
30. Андрей Иванович (ум. 1536) — удельный князь Старицкий, сын Ивана III
31. Юрий Иванович (ум. 1536) — удельный князь Дмитровский, сын Ивана III
32. Дмитрий Иванович (ум. 1553) — царевич, сын Ивана IV
33. Юрий Васильевич (ум. 1563) — удельный князь Угличский и Калужский, сын Василия III
34. Александр (Утемиш-Гирей) (ум. 1566) — казанский царь. Пленный, крещеный.
35. Владимир Андреевич (ум. 1569) — удельный князь Старицкий, Дмитровский. Сын Андрея Ивановича Старицкого, внук Ивана III
36. Василий Владимирович (ум. 1574) — удельный князь Старицкий, Дмитровский. Сын Владимира Андреевича Старицкого
37. Иван Иванович (ум. 1581) — царевич, сын Ивана IV
38. Иван IV Васильевич Грозный (ум. 1584) — царь (похоронен в приделе)
39. Фёдор I Иоаннович (ум. 1598) — царь
40. Дмитрий Иванович (ум. 1591) — царевич, удельный князь Угличский. Сын Ивана Грозного. Рака. Первоначально был погребен в Угличе, во дворцовом храме в честь Преображения Господня. 3 июля 1606 г. «святые мощи страстотерпца царевича Димитрия были обретены нетленными». После канонизации его останки были перенесены в Архангельский собор.
41. Михаил Васильевич Скопин-Шуйский (ум. 1610) — князь, полководец, родич царя Василия Шуйского
42. Василий IV Иванович Шуйский (ум. 1612, прах перенесён в собор в 1635) — царь
43. Василий Михайлович (ум. 1639) — царевич, сын Михаила Федоровича
44. Иван Михайлович (ум. 1639) — царевич, сын Михаила Федоровича
45. Михаил Фёдорович (ум. 1645) — царь
46. Дмитрий Алексеевич (ум. 1649) — царевич, сын Алексея Михайловича
47. Симеон Алексеевич (ум. 1669) — царевич, сын Алексея Михайловича
48. Алексей Алексеевич (ум. 1670) — царевич, сын Алексея Михайловича
49. Алексей Михайлович (ум. 1676) — царь
50. Илья Фёдорович (ум. 1681) — царевич, сын Федора III.
51. Фёдор Алексеевич (ум. 1682) — царь
52. Александр Петрович (ум. 1692) — царевич, сын Петра Великого
53. Иван V Алексеевич (ум. 1696) — царь
54. Пётр II Алексеевич (ум. 1730) — император, последний похороненный в Москве самодержец России
55. Михаил Всеволодович (ум. 1246) — князь Черниговский, и боярин Фёдор — Черниговские чудотворцы. Рака (в соборе с 1774).

- Место первоначального захоронения царя Бориса Годунова (ум. 1605). При царе Василии Шуйском останки Бориса, его жены и сына были перенесены в Троицкий монастырь и захоронены в сидячем положении у северо-западного угла Успенского собора[2].